# Macrotyloma axillare
Macrotyloma axillare là một loài thực vật có hoa trong họ Đậu. Loài này được (E.Mey.) Verdc. miêu tả khoa học đầu tiên.

## Hình ảnh

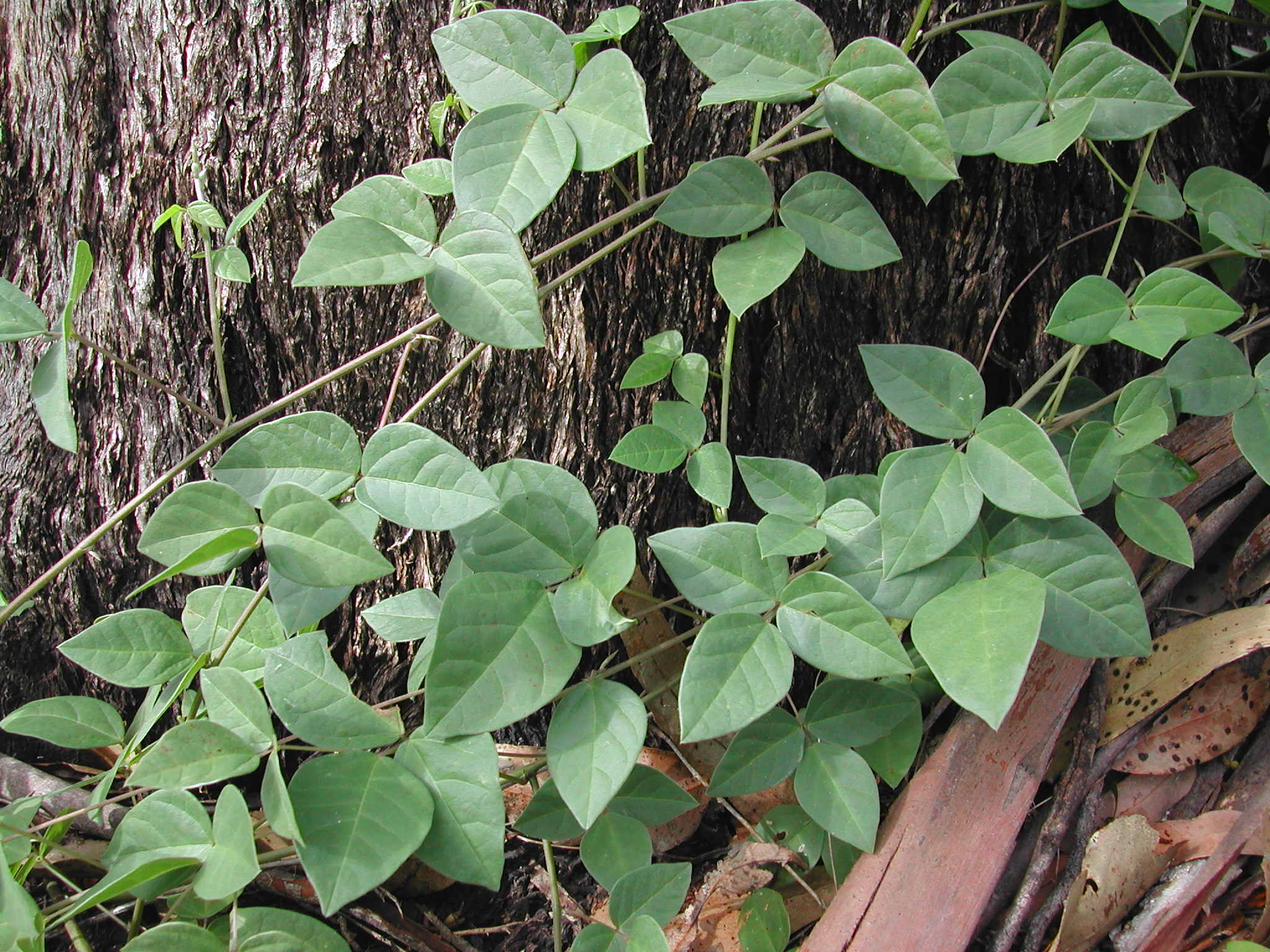